# Trichosteleum pervilleanum
Trichosteleum pervilleanum är en bladmossart som beskrevs av William Russell Buck 1993. Trichosteleum pervilleanum ingår i släktet Trichosteleum och familjen Sematophyllaceae. Inga underarter finns listade i Catalogue of Life.